# Philogenia redunca
Philogenia redunca là loài chuồn chuồn trong họ Megapodagrionidae. Loài này được Cook mô tả khoa học đầu tiên năm 1989.